# الفرمان (مسلسل)
الفرمان مسلسل كوميدي أردني من إخراج حسن أبو شعيرة.

## القصة
جحا وابنته ورفاقه يدخلون مدينة ( كفر البقر ) التي يحمها المماليك حكما دكتاتوريا ويصدون أحكاما وفرمانات غريبة تشبه ما كان يعرف بأحكام (قره قوش) مستهدفين نهب أموال الناس واذلالهم. وجحا الذي كان فيلسوفاً شعبيا في هذه الأجواء، وبدا المقاومة ومساعدة الناس حتى قامت ثورة شعبية أطاحت بالحاكم وقائد الشرطة، وعاد الأمن والاستقرار للناس.

## فريق العمل

### المؤلف
- إبراهيم الصادق

### المخرج
- حسن أبو شعيرة

### الممثلين
- زهير النوباني
- هشام هنيدي
- انور خليل
- امل الدباس
- عاكف نجم
- حابس حسين
- فؤاد الشوملي
- هيفاء الاغا